# 长柱垂头菊
长柱垂头菊（学名：Cremanthodium rhodocephalum）为菊科垂头菊属的植物。分布在中国大陆的云南、西藏等地，生长于海拔3,000米至4,800米的地区，常生于林缘、高山草甸、山坡草地及高山流石滩，目前尚未由人工引种栽培。